# Василевка (Макеевский городской совет)
Василевка (укр. Василівка) — посёлок, входит в Макеевский городской совет Донецкой области Украины. Находится под контролем самопровозглашённой Донецкой Народной Республики.

## География
В Донецкой области имеется ещё 6 одноимённых населённых пунктов, в том числе расположенные неподалёку село Василевка в Ясиноватском районе и село Василевка в Бахмутском районе.

#### Соседние населённые пункты по странам света
С: Пантелеймоновка
СЗ: —
СВ: Корсунь
З: Красный Партизан, Лебяжье, Василевка (Ясиноватского района)
В: Шевченко
ЮЗ: Землянки, Ясиновка, город Ясиноватая
ЮВ: Рясное, Петровское, Путепровод, Криничная
Ю: город Макеевка

## Население
Население по переписи 2001 года составляло 112 человек.

## Местный совет
86183, Донецкая обл., Макеевский городской совет, пгт. Криничная, ул. Дзержинского, 10а, тел. 36-3-38. Телефонный код — 6232.